# Аргус (самолетоносач)
Вижте пояснителната страница за други значения на Аргус.
Аргус (на английски: HMS Argus (I49)) е самолетоносач на Великобритания. Той е първият в света класически самолетоносач, неговата полетна палуба заема почти цялата дължина на кораба.
Строежът на „Аргус“ започва през 1914 г. в Глазгоу (Шотландия). Първоначално е проектиран за лайнер на Италия с името „Конте Росо“. Преди да бъде пуснат във вода обаче британският военноморски флот закупува лайнера и го преустройва в самолетоносач. Неговата горна палуба е открита и на нея могат да се приземяват и излитат традиционните летателни апарати. За сравнение „Фюриъс“, предшественикът на „Аргус“, има отделни палуби надлъжно на главната надстройка.
Пуснат е на вода на 2 декември 1917 г. и е въведен в експлоатация на 6 септември 1918 г., около 2 месеца преди края на Първата световна война. Поради своя малък размер, малка водоизместимост (14 500 тона) и сравнително ниска скорост той има ограничена боеготовност. По тази причина корабът се използва за разработване на техники при сражения със самолетоносачи и за обучаване на летци за бой в морето. В края на 1920-те години е заменен от по-големи и модернизирани кораби и е изтеглен от военноморска служба, като оттогава насетне се използва за учебни цели.
В началото на Втората световна война още се използва за обучение. След тежките загуби обаче, които британският флот претърпява през първите години от войната, корабът е върнат на фронтовата линия. Участва в състава на „Съединение Н“ в Средиземно море, като е използван за подкрепа при десантите на антихитлеристката коалиция в Северна Африка през 1942 г. От следващата година отново се използва за учебни цели, преди да премине в резерва. През 1946 г. е продаден за скрап.